# 劉仲斗
劉仲斗（？—？），字祖夢，號紫垣，南直隶寧國府宣城县人，明朝政治人物。

## 生平
萬曆二十五年（1597年）丁酉科应天乡试舉人，萬曆二十六年（1598年）聯捷戊戌科進士，工部觀政，次年授浙江金華縣知縣，三十五年补德清县，擢户部廣西司主事，三十七年与行人丘懋炜典廣西乡试。三十九年升貴州司郎中，密雲管粮，官至湖廣上江道副使，萬曆四十六年（1618年）养病罢秩。家居時，横行霸产，魚肉鄉民。天启元年（1621年），黄尊素代理宣城知县，刻意逮捕刘氏作惡僮客，並勸告劉氏要自愛。但劉仲斗不聽，竟然派人抓官府小吏关進自家私狱。黄尊素得知，亲自带人到刘家私狱救下小吏，將抓人的家丁拘捕入狱。一時物議沸騰，受冤的百姓紛起向知府告狀，刘仲斗为消灭罪证，将自家的私狱焚毁。不料火勢延燒三日，将整個府第化为灰烬。刘仲斗大恨，通过各种关系要弹劾黄尊素。巡按御史易白樓巡视宣城，审理此案，又抓劉家奴仆二人遣戍，发配其党羽十余人。

## 家族
父劉廷諍，邑廪生，以子仲斗封文林郎金華縣知縣。弟刘彲，字无角，崇禎八年拔貢，能诗文。女刘氏，嫁庠生张玙，二十岁夫亡，撫孤成人，已授室，旋夭，妻殷氏年廿四，事姑教子，一如姑志。子张之敏補邑庠生，两世俱以完節終。